# Sistema di conduzione del cuore
Il sistema di conduzione elettrica del cuore è un tessuto che crea e conduce un impulso elettrico dagli atri a tutto il corpo ventricolare del cuore, creando così la contrazione adatta a perfondere con il sangue tutto l'organismo.
È costituito da un pacemaker autonomo, il nodo senoatriale (NSA), un relais, il nodo atrioventricolare (NAV), che rallenta la conduzione elettrica per fare contrarre atri e ventricoli consequenzialmente, e il fascio di His, che diffonde il messaggio alla contrazione ai ventricoli.
Il rallentamento nel nodo atrio-ventricolare è indispensabile per permettere la contrazione atriale un attimo prima di quella ventricolare, migliorando l'efficienza della pompa.
Il cuore ha l'intrinseca capacità di originare gli impulsi contrattili e ciò accade a livello del sistema di conduzione, costituito da fibre miocardiche specializzate. L'innervazione di quest'organo è pertanto necessaria soltanto per modulare gli impulsi del sistema di conduzione.
L'attività del sistema di conduzione è valutabile mediante elettrocardiogramma.

## Trasmissione dell'impulso depolarizzante
In condizioni fisiologiche:
- nodo senoatriale: origine dell'impulso
  - vie internodali: ritardo 0,03 secondi
  - nodo atrioventricolare: ritardo 0,09 secondi
  - fascio AV di His: ritardo 0,04 secondi
- Ritardo pre ventricolare: 0,16 secondi
  - sistema ventricolare di Purkinje: ritardo 0,03 secondi circa
  - endocardio e miocardio: ritardo 0,03 secondi
- Ritardo post ventricolare: 0,06 secondi

Totale ritardo dell'impulso: 0,22 secondi (220 ms)

## Patologie
Di seguito vengono elencate le forme più comuni di "disturbo" della conduzione cardiaca, che vanno dall'accelerazione o rallentamento del battito, ai disturbi di conduzione veri e propri, come i blocchi atrioventricolari o di branca.
- Aritmia
- Tachicardia
- Bradicardia
- Blocco di branca
- Blocco atrioventricolare
- Blocco senoatriale
- Asistolia
- Morte cardiaca improvvisa